# 张熙恩 (台湾)
張熙恩（Cn chang，1983年4月23日—），台灣模特演員，曾參演《回到愛以前》涉足演藝圈。

## 影视作品

### 電視劇
| 年份 | 電視台           | 劇名             | 角色        |
| 2011 | 三立             | 真愛找麻煩       | 幼稚園 園長 |
| 2012 | 三立、台視       | 我租了一個情人   | 陳愛文      |
| 2012 | 三立、東森       | 真愛趁現在       | Ada         |
| 2012 | 台視             | 花是愛           | 客串        |
| 2013 | 三立、台視       | 回到愛以前       | 劉菲菲      |
| 2014 | 壹電視、台視     | 神仙·老師·狗     | 任宣        |
| 2014 | 台視、TVBS歡樂台 | 16個夏天         | 羅小君      |
| 2018 | 台視、三立       | 三明治女孩的逆襲 | 童芷瑜      |
| 2019 | 八大             | 一起幹大事       | 醫師        |
| 2019 | 東森             | 美味滿閣         | 汪祖賢      |

### 電影
- 角頭 飾演 LuLu
- 愛已走遠 （微電影）

## MV
- 周杰倫 我很忙/跨時代
- 南拳媽媽 你不像他
- 畢書盡 BII My Love/轉身之後
- 周筆暢 黑蘋果/對嘴

## 外部連結
- 张熙恩的Facebook專頁
- 张熙恩的Instagram帳戶